# Amalie xứ Württemberg
Amalie xứ Württemberg (28 tháng 6 năm 1799 – (28 tháng 11 năm 1848) là Công tước phu nhân xứ Sachsen-Altenburg thông qua hôn nhân với Joseph I xứ Sachsen-Altenburg.